# 키릴 바락신
키릴 바락신(러시아어: Кирилл Вараксин, 1974년 8월 3일 ~ )는 러시아 출신의 축구 선수이며 1995년 후기리그 때 유공이 쓸만한 장신 공격수의 보강을 위해 영입했는데 유공은 바락신 뿐 아니라 1994년 말 1-2 트레이드를 통해 포철에서 대우 유니폼을 입었지만 샤샤 때문에 설 자리를 잃었던 차상해를 김상문과의 맞트레이드를 통해 대우에서 영입했다. K리그에서 등록명은 바락신을 사용하였다.